# Sauromys petrophilus
Sauromys petrophilus is een zoogdier uit de familie van de bulvleermuizen (Molossidae). De wetenschappelijke naam van de soort werd voor het eerst geldig gepubliceerd door Austin Roberts in 1917.